# O niewolnej woli

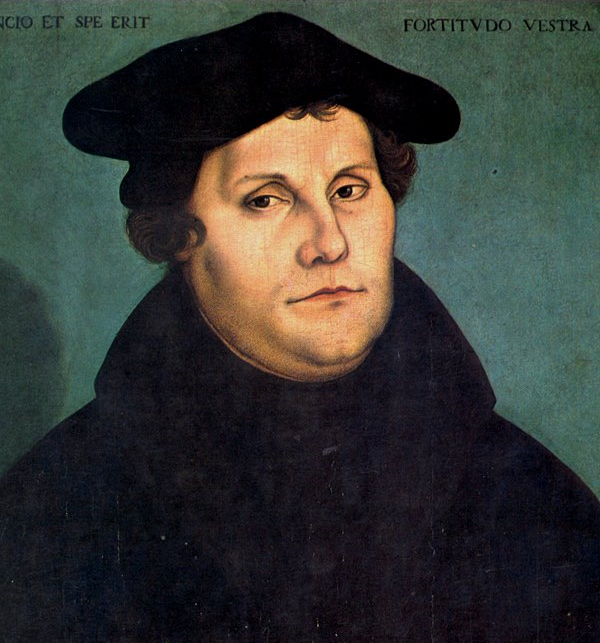
Marcin Luter

O niewolnej woli (łac. De servo arbitrio) – dzieło polemiczne Marcina Lutra, stanowiące odpowiedź na dzieło O wolnej woli (De libero arbitrio) Erazma z Rotterdamu. Opublikowane po raz pierwszy w 1525. Nie zalicza się do ksiąg symbolicznych luteranizmu.
Luter w swoim dziele stoi na stanowisku, że człowiek nie może z własnej woli zbliżyć się do Boga, czynić rzeczy słuszne w Jego oczach – natura ludzka od upadku pierwszych ludzi jest z natury zła i człowiek pozostawiony sam sobie może tylko grzeszyć. Jedynie człowiek przemieniony łaską Bożą jest zdolny do tego, by postępować dobrze. Wola ludzka jest więc pod tym względem zniewolona, gdyż człowiek nie może samodzielnie decydować o swoim postępowaniu.
Kwestię wolności człowieka Luter poruszył także w jednym z wcześniejszych dzieł, O wolności chrześcijańskiej (De libertate christiana, 1520).

## Tło powstania dzieła
Genezą powstania dzieła jest zaistniały konflikt pomiędzy humanistami, reprezentowanymi przez Erazma, a reformatorami, skupionymi wokół Lutra. Mimo wspólnej dla obu stron krytyki obecnego stanu Kościoła, dzieliły je w znaczącym stopniu kwestie ideologiczne. Dla zwolenników renesansu, rodząca się reformacja z jej daleko posuniętym teocentryzmem i odsunięciem na margines rozumu stanowiła zagrożenie dla kultury humanistycznej. Reformatorom obcy był natomiast humanistyczny antropocentryzm – akcentujący wywyższenie człowieka wobec innych stworzeń i jego daleko idące możliwości – gdyż skupiali się przede wszystkim na działaniu Boga i Jego łaski w stosunku do upadłego przez grzech człowieka.
Relacje pomiędzy czołowymi przedstawicielami obu stronnictw były początkowo życzliwe, jednak nie doszło nigdy do szerszej współpracy pomiędzy nimi. Erazm, będąc zwolennikiem stopniowych reform, odnosił się nieprzychylnie do gwałtowności ruchu zapoczątkowanego przez Lutra. Reformator cenił natomiast intelektualne zdolności Erazma, jednak krytykował go za niewłaściwe w jego opinii zrozumienie Ewangelii, łaski Bożej oraz brak dostatecznego skupienia się na Odkupieniu, jakiego dokonał Chrystus na krzyżu. Z czasem konflikt nabierał siły, jednak obie strony unikały otwartego starcia.
Ostatecznie Erazm, pod wpływem ostro skrytykowanego przez Lutra króla Anglii Henryka VIII, zdecydował się na otwarte wystąpienie. Reformator do ostatniej chwili próbował skłonić humanistę do zaniechania tego, ostrzegając równocześnie, że atak spotka się ze zdecydowaną odpowiedzią. Jednak apel, napisany w typowym dla Lutra niedyplomatycznym stylu, jedynie bardziej uraził Erazma.

## Główne treści dziełaO wolnej woli

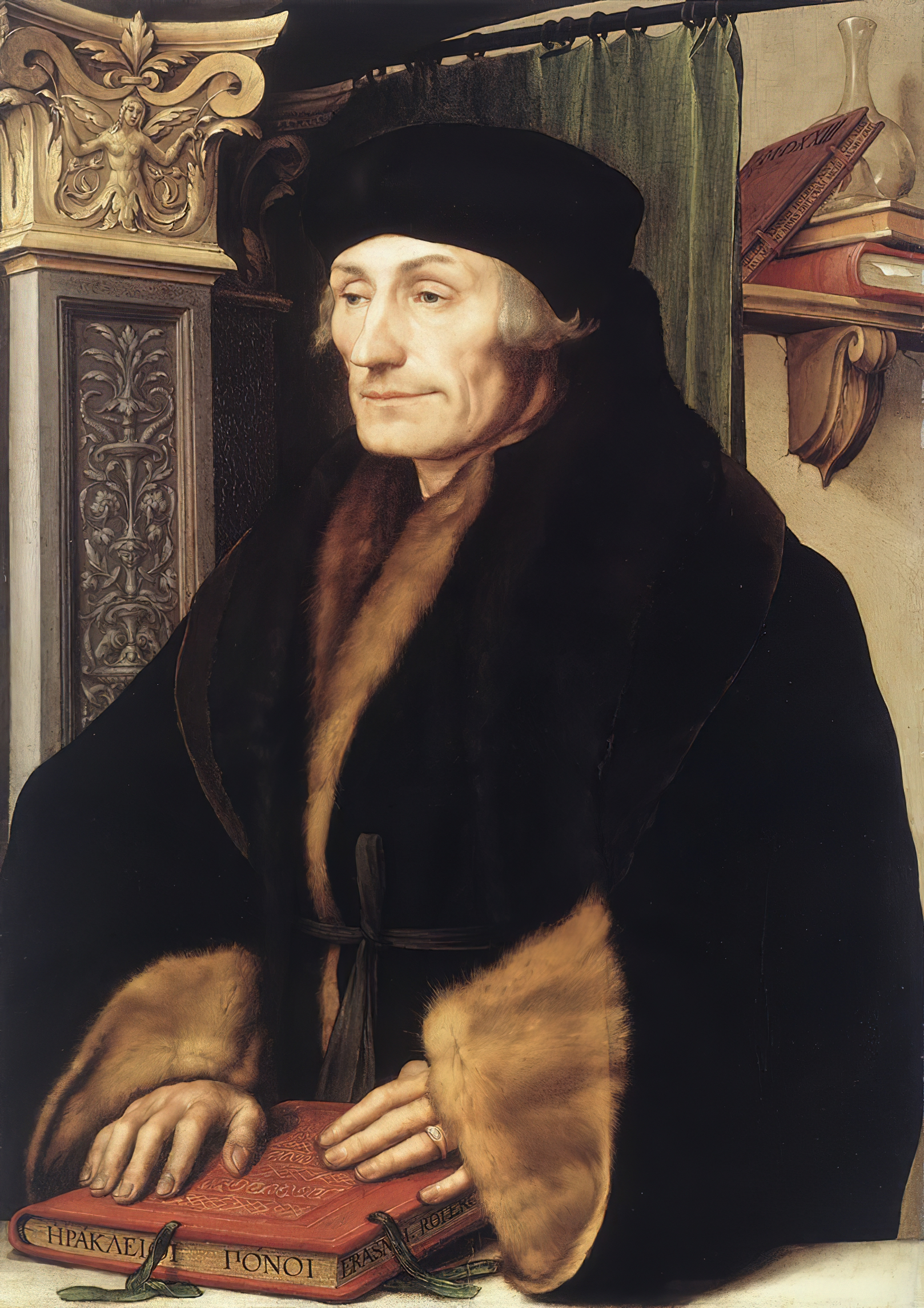
Erazm z Rotterdamu

Na wstępie dzieła autor omawia swoją metodę rozumowania. Stwierdza, że występuje jako dyskutant, nie sędzia, gdyż Pismo Święte zawiera liczne fragmenty trudne do zrozumienia, które zmuszają człowieka do pokory. Stwierdza też, że jeśli deterministyczne tezy Lutra są prawdziwe, to należałoby się wstrzymać z ich otwartym głoszeniem, gdyż mogą one prowadzić do moralnego zepsucia człowieka, który może uznać się za nieodpowiedzialnego za swoje czyny.
Następnie Erazm przedstawia swoje zasadnicze tezy, wraz z argumentacją opartą na fragmentach Pisma Świętego oraz pismach Ojców Kościoła. Według niego człowiek posiada wolną wolę, a więc może wybierać między dobrem a złem. Właściwą drogę postępowania wskazują mu religia naturalna oraz Prawo Mojżeszowe. Wolną wolę definiuje jako "siłę ludzkiej woli, dzięki której człowiek może zwrócić się ku temu, co prowadzi do wiekuistego zbawienia, lub się od tego odwrócić". Jednak, pomimo że człowiek może również bez działania Bożej łaski wybrać dobro, to jednak jest ona niezbędna do osiągnięcia zbawienia, a jej siła jest tak wielka, że odbiera człowiekowi jakikolwiek powód do chluby z właściwego postępowania. Poglądu tego dowodzi na podstawie starotestamentowej, uważanej przez protestantów za apokryficzną, Mądrości Syracha oraz Nowego Testamentu. Następnie przystępuje do interpretacji deterministycznie brzmiących fragmentów Biblii dowodząc, że nie odnoszą się one do predestynacji, lecz raczej uprzedniej wiedzy Boga o konsekwencjach ludzkich decyzji lub też nierównego obdarzenia ludzi łaskami i obciążenia cierpieniami próby.
Autor dostrzega niedostatki życia kościelnego, jednak twierdzi, że nie mogą one stanowić argumentu dla wysuwania tak radykalnych, jego zdaniem, poglądów, jak czynią to reformatorzy. Za rozwiązanie uznaje reprezentowaną przez siebie linię pośrednią, rozkładającą akcenty pomiędzy znaczenie wolnej woli i łaski Bożej.

## Kompozycja dzieła Lutra
Dzieło składa się z
- poprzedzonego dedykacją siedmiorozdziałowego prologu,
- czterorozdziałowej części pierwszej,
- części drugiej, składającej się z wstępu i jednego rozdziału,
- jednorozdziałowej części trzeciej,
- części czwartej, o kompozycji analogicznej do drugiej,
- zakończenia.

Polskie wydanie zawiera dodane przez tłumacza tytuły rozdziałów.

## Treść dzieła
Na wstępie Luter wyjaśnia przyczyny opóźnienia polemiki, po czym przystępuje do krytyki dzieła Erazma. Wyrażając uznanie dla talentu pisarskiego Erazma, stwierdza równocześnie, że został on zmarnowany dla przedstawienia treści o niewielkim znaczeniu merytorycznym, nie wnoszących nic nowego do poglądów wyrażanych wcześniej przez scholastyków. Krytykuje również ugodową, irenistyczną postawę oponenta. Sam uważa, że stałość i trwałość poglądów jest dowodem działania Ducha Świętego, który „nie jest sceptykiem”.

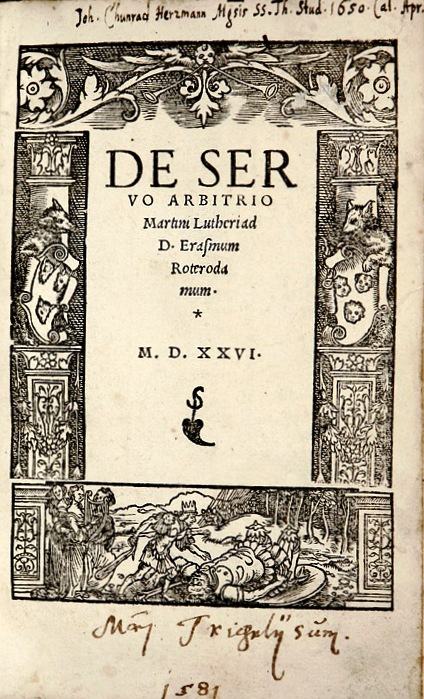
Strona tytułowa dzieła Lutra

Zdaniem Lutra, wola człowieka jest zniewolona, jednak nie w sposób zewnętrzny, lecz wewnętrzny. Człowiek nie jest przymuszany przez Boga ani szatana do takiego czy innego działania, jednak w zależności od tego, czy jest obdarzony łaską czy nie, włada nim niemożliwa do przezwyciężenia skłonność do postępowania w sposób dobry lub zły. Równocześnie uważa, że zniewolenie woli dotyczy jedynie możliwości wyboru tego, co prowadzi do zbawienia – człowiek potrafi w sposób świadomy i wolny dokonywać wyboru kierując się własnym interesem doczesnym. Definicję wolnej woli dokonaną przez Erazma traktuje jako bliską herezji pelagianizmu, umniejszająca rolę odkupienia dokonanego przez Chrystusa na krzyżu.
Polemizując z twierdzeniem Erazma o niejasności Pisma Świętego reformator stwierdza, że taki pogląd jest "szatański", gdyż zniechęca ludzi do jego lektury. Sam uważa, że Bóg objawił się w sposób zrozumiały dla człowieka, tak, aby każdy człowiek obdarzony łaską wiary, mógł pojąć Słowo Boże. Stwierdza jednak, że odczytanie niektórych fragmentów jest trudne ze względu na niedostateczną wiedzę dotyczącą słownictwa i gramatyki oryginalnych języków Biblii.
Luter zaprzecza twierdzeniu Erazma, że kwestia wolności woli jest obojętna dla zbawienia, a stanowi jedynie rzecz wartą uwagi dla teologów – więc nie jest konieczne powszechne jej głoszenie. Dla reformatora jest to kwestia zasadnicza, gdyż sam uważa, że jedynie świadomość niemożności samodzielnego zbliżenia się do zbawienia prowadzi do prawdziwej pokory i uznania łaski Bożej jako jedynego źródła zbawienia. Każda nauka Pisma Świętego jest zdaniem Lutra nie tylko prawdziwa, ale i zbawienna, więc jej głoszenie jest konieczne.
Reformator nie obawia się, że głoszenie nauki podważającej rolę działania człowieka w procesie zbawienia spowoduje upadek moralności, gdyż uważa, że człowiek przemieniony Bożą łaską będzie czynił dobrze mimo tego, że nie będzie oczekiwał z tego powodu korzyści. Nie widzi potrzeby wyjaśniania, co pożytecznego wynika z głoszenia tej nauki – ważne jest jego zdaniem tylko to, że Bóg życzy sobie, aby taką naukę głoszono.
W odpowiedzi na twierdzenie, że nauka Lutra jest sprzeczna z powszechną nauką Kościoła, reformator pyta: kto jest Kościołem? Odnosi się przy tym między innymi do przypadku Izraela, gdy jedynie garstka pozostała wierna Bogu, a większość oddała się bałwochwalstwu. Ostateczny argument dla Lutra stanowią, mimo ich warunkowej przydatności – nie tradycja, głos większości, soborów – ale Pismo Święte.
W pierwszej części dzieła Luter polemizuje z dokonanymi przez Erazma interpretacjami fragmentów Biblii świadczących zdaniem humanisty o istnieniu wolnej woli. Porusza również wątki kanonu Biblii i wadliwości tłumaczeń, jednak nie traktując ich jako problemy zasadnicze w kwestii nauki o wolnej woli.
Odnosząc się do kwestii predestynacji, Luter nie widzi sprzeczności pomiędzy tym, aby Bóg chciał zbawienia każdego człowieka a tym, by przeznaczył do zbawienia jedynie niektórych. Pomimo iż zdaniem Lutra Bóg objawia się w sposób zrozumiały dla człowieka, to jednak objawienie nie jest całkowite; pozostaje Bogiem ukrytym (Deus absconditus), którego działania człowiek nie potrafi zrozumieć, a jedynie przyjąć je do wiadomości i uznać za słuszne.
W części drugiej reformator polemizuje z twierdzeniem Erazma, jakoby bardzo liczne fragmenty Biblii miały świadczyć o istnieniu wolnej woli, a przeciwko temu – niewiele. Jednak uważa, że nawet sam 9 rozdział Listu do Rzymian jest wystarczający do potwierdzenia jego tez, gdyż jego stwierdzenia są całkowicie jednoznaczne. Sprzeciwia się metaforycznej interpretacji Biblii przez Erazma, sam uważając, że nauki Pisma Świętego należy odczytywać dosłownie, jeśli tylko w sposób oczywisty nie są one przenośnią.
Odnosząc się do kwestii teodycei, zdaniem Lutra nie ma sprzeczności pomiędzy dobrocią Boga a tym, by Bóg doprowadzał ludzi do popełniania złych czynów. Źródłem zła nieodmiennie jest bowiem upadek pierwszych ludzi. Natura człowieka jest od tego momentu zła, więc nieuchronne jest, by złe były niektórym czyny ludzi pomimo tego, że są one częścią Bożego planu. Dowodzi, że dobre czyny Boga mogą skutkować złymi czynami ludzi, tak jak na przykład dobre postępowanie ludzi, np. pokora czy udzielanie słusznych napomnień, mogą prowadzić do złej reakcji, np. pogardy albo uporu, zatwardziałości w złym.
W części trzeciej Luter przytacza fragmenty Biblii świadczące o tym, że natura człowieka jest zła i niezdolna do tego, by czynić dobrze, polemizując z ich interpretacją dokonaną przez Erazma.
W części czwartej reformator kwestionuje możliwość postępowania dobrego bez oparcia w łasce, a jedynie w Prawie Mojżeszowym. Przykład Żydów dowodzi zdaniem Lutra tego, że często ci, którzy najgorliwiej przestrzegali Prawa, stawiali największy opór Ewangelii. Stojąc na straży formuły sola gratia, Luter sprzeciwia się poglądowi jakoby "uczynki Zakonu (Prawa)", o których Paweł z Tarsu mówił jako nieprzynoszących zbawienia, były jedynie czynnościami obrzędowymi. Rozróżnia jednocześnie sprawiedliwość obywatelską "przed ludźmi", która pozwala na chlubę z własnych uczynków, a sprawiedliwość "przed Bogiem", która na to nie pozwala, gdyż każdy człowiek jest grzesznikiem, a jedynym źródłem zbawienia jest łaska.
W zakończeniu Luter wyraża nadzieję, że przekonał Erazma i prosi, by ten "nie brał względu na osoby", i sam będąc przez Boga obdarzony licznymi łaskami i talentami, uznał naukę jego, prostego człowieka, niewyróżniającego się niczym poza tym, że jest chrześcijaninem, jako prawdziwą i wynikającą bezpośrednio z Pisma Świętego.